# Bršljin (Novo mesto)

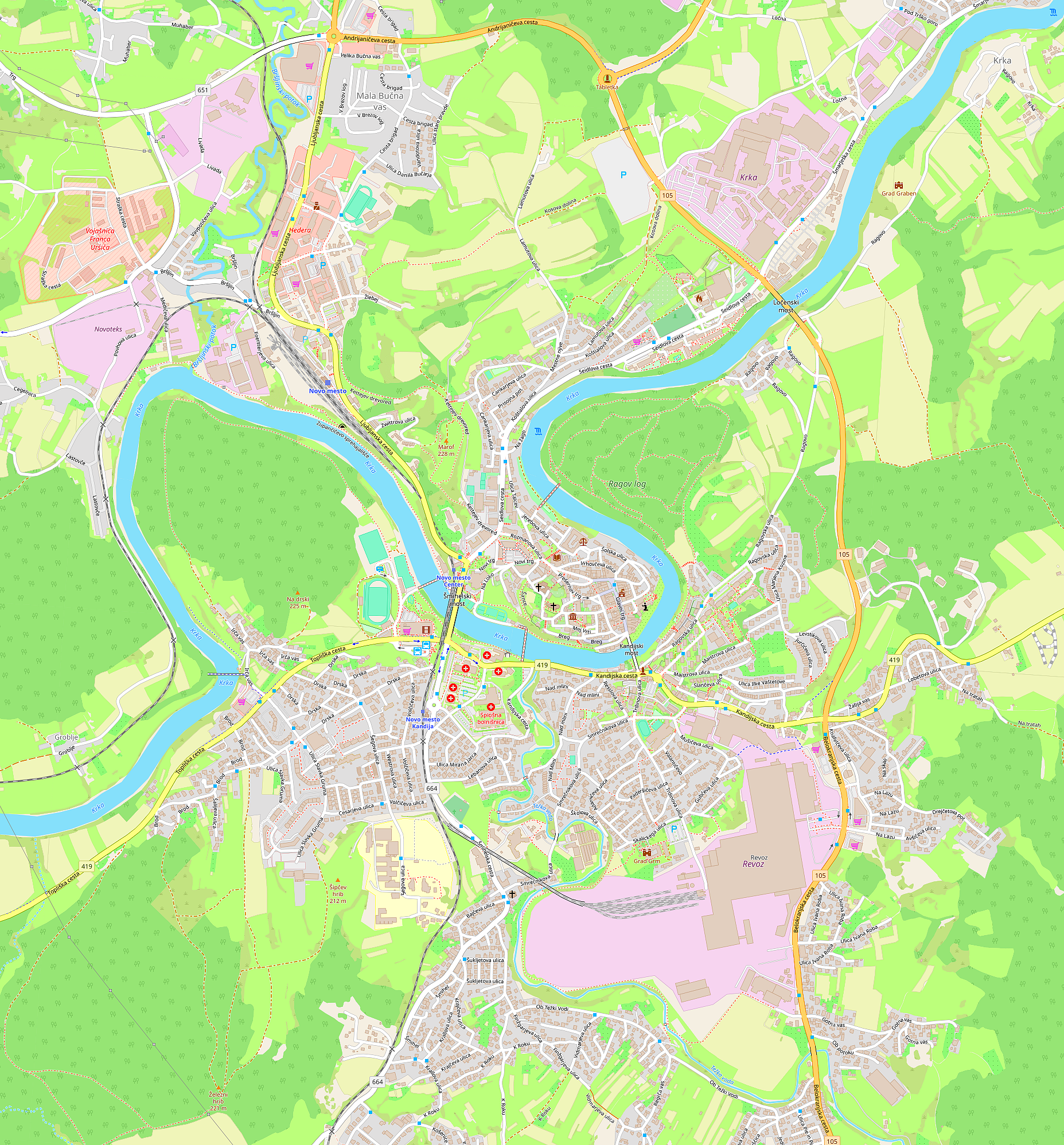
Stadt Novo mesto

Bršljin ist der Name einer der 23 Ortsgemeinschaften (Krajevna skupnost) in der slowenischen Stadtgemeinde Novo mesto im Südosten des Landes.
Zur Ortsgemeinschaft gehören in der Stadt Novo mesto die Straßen Bršljin, Cegelnica, Cesta brigad, Foersterjeva ulica, Kettejev drevored (Haus-Nr. 19, 32, 33), Klemenčičeva ulica, Kočevarjeva ulica, Kolodvorska ulica, Lastovče, Livada, Ljubljanska cesta (Haus-Nr. 3, 5, 7, 9 bis 16, 18, 20, 22, 24, 26 bis 44, 46, 47, 48, 50, 52, 54, 56), Medičeva ulica, Podbreznik, Povhova ulica, Straška cesta, Ulica Danila Bučarja, Ulica stare pravde, V Brezov log, Vandotova ulica, Vavpotičeva ulica, Zwittrova ulica und Žlebej.

## Lage
Die Ortsgemeinschaft liegt nördlich der Krka, beidseits des Bršljin-Baches.
Die Verwaltung der Ortsgemeinschaft befindet sich in Novo mesto, Klemenčičeva ulica 13.